# Miami (popolo)
La tribù di nativi americani dei Miami è una popolazione indigena degli Stati Uniti che abitava prima della colonizzazione inglese nei territori dell'attuale Indiana, del Michigan sud occidentale e dell'Ohio, mentre risiedono attualmente anche nello stato dell'Oklahoma. La maggior parte della loro popolazione era però concentrata lungo le rive sud del lago Michigan.
Il nome di questa popolazione proviene dal termine in lingua algonchina Myaamia (plurale Myaamiak) ovvero il popolo del fiume. Altre fonti sostengono che in realtà i Miami si identificassero con il nome Twightwee o Twatwa, una parola onomatopeica che indica il loro uccello sacro, ovvero la gru canadese, ma gli stessi Miami rifiutano di identificarsi con questo nome in quanto esso è il nome in lingua Delaware assegnata e utilizzata dalle altre tribù per identificarli. Un altro termine usato nel gergo comune per indicare questa tribù è Mihtohseeniaki ovvero la gente, nome che viene utilizzato normalmente anche dagli stessi Miami.

## Storia
La tribù Miami è identificata dagli antropologi come erede culturale della cultura del Mississippi, una cultura di nativi americani che fiorì nel territorio degli Stati Uniti tra l'800 e il 1500. Nel 1660, insieme al popolo degli Illinois, i Miami si spostarono a ovest del Mississippi per evitare le continue incursioni degli Irochesi. Intorno allo stesso XVII secolo la tribù Miami entrò in contatto con i primi colonizzatori europei e con i missionari gesuiti francesi, i quali notarono delle forti somiglianze linguistiche e culturali tra i Miami e la popolazione sioux degli Illiniwek.
Più tardi vennero coinvolti nella guerra per il controllo dei Grandi laghi tra inglesi e francesi. Nel 1680 i Miami si spostarono nuovamente, dirigendosi questa volta nuovamente verso il loro territorio originario del lago Michigan. A partire dal 1750 la maggior parte della popolo Miami si concentrò nel territorio dell'avamposto francese di Kekionga, l'attuale Fort Wayne, diventando alleati militari e commerciali della colonia francese, tuttavia, dopo essere stati coinvolti nei conflitti franco-indiani, e con l'aumentare della presenza britannica nel loro territorio, cambiarono alleanze e si avvicinarono agli inglesi.
Quando le tribù Miami si accorsero dell'incessante imposizione della presenza europea nei loro territori, iniziarono ad unirsi creando confederazioni sempre più grandi, organizzate e guidate dal capo guerriero Piccola Tartaruga, che condusse il suo popolo in una orgogliosa e disperata lotta di opposizione all'espansione europea.

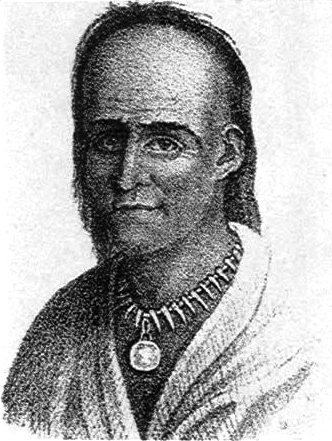
Ritratto del capo Miami Mishikinakwa disegnato dal pittore americano Gilbert Stuart.

Durante la Rivoluzione americana il popolo Miami si schierò in maniera differenziata con i coloni ribelli. Mentre la tribù Piankashaw si schierò apertamente in loro favore, la tribù Wea mantenne una posizione alquanto ambigua e non impegnativa, le tribù che vivevano a stretto contatto con il forte ex francese di Fort Ouiatenon restarono fedeli ai loro antichi alleati, mentre le tribù insediate nei pressi della loro capitale, Kekionga, restarono neutrali ma generalmente favorevoli agli Inglesi. Tuttavia il governo degli Stati Uniti non riconobbe la loro neutralità e forze statunitensi attaccarono numerose volte gli insediamenti Miami durante la Guerra indiana del Nord-Ovest. È a questo periodo che risale una delle più grandi sconfitte subite dall'esercito americano da parte dei nativi americani, ovvero la battaglia del fiume Wabash.
A seguito del Trattato di Greenville il 3 agosto 1795, gran parte del territorio dei Miami venne acquistato dal governo degli Stati Uniti, ad esso seguirono altri trattati tra il governo statunitense e il popolo Miami, con i quali, dietro compensi e garanzie di varia natura, i nativi americani vennero costretti ad abbandonare i loro territori originari. Di questa natura è il Trattato di Saint Mary, firmato nel 1818, con il quale le tribù Miami rinunciavano ai territori lungo il fiume Wabash, ad esso seguì nel 1826 il Trattato di Mississinwas con il quale i capi Miami accettarono di cedere tutti i territori assegnati loro nel territorio dell'Indiana. Con il Trattato di rimozione degli Indiani del 1830 l'espulsione delle tribù Miami dai loro territori nativi fu definitiva. Nonostante una fiera resistenza della popolazione Miami, nell'ottobre del 1846 gran parte degli indiani Miami furono costretti a salire su dei battelli a vapore e trasportati lungo il fiume Ohio per giungere parte in Kansas e parte successivamente nei territori dell'Oklahoma. Questa divisione tra i due insediamenti principali è tuttora esistente.
Dal 1846 il governo americano riconobbe la tribù Miami dell'Oklahoma o Miami Occidentali, mentre i Miami dell'Indiana, o Miami Orientali, godono di una propria autonomia amministrativa ma non sono riconosciuti dal governo federale statunitense. Il senatore repubblicano Richard Lugar ha proposto una legge per il riconoscimento della tribù dei Miami dell'Indiana ma non ha avuto l'appoggio necessario per la sua approvazione e la legge è stata ritirata. Il 26 luglio 1993 un giudice federale ha sancito l'illegittimità del governo federale americano nell'aver spogliato dei loro diritti i Miami Orientali, sentenza che tuttavia non ha ancora mutato nulla per questa tribù misconosciuta.

## Cultura

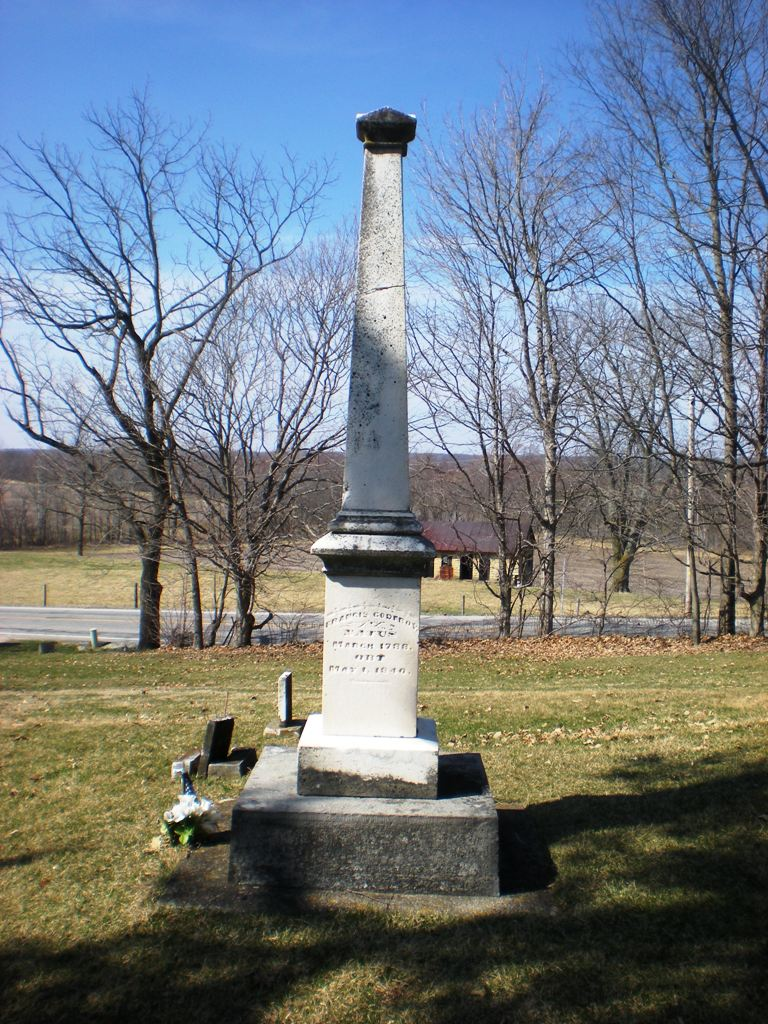
La tomba del capo Miami Francis Godfroy che si trova nel cimitero di Chief Francis Godfroy, Miami County, Indiana.

La popolazione Miami è più una associazione di tribù che una vera e propria confederazione. Esistono sei tribù principali che sono: Atchakangouen (o Miami maggiori), Kilatika, Mengkonkia (Mengakonia), Pepikokia (o Kithtippecanuck),
Piankeshaw e Wea (o Ouiatenon). La loro forte somiglianza con il linguaggio e la cultura della tribù Illinois indusse gran parte dei missionari francesi a confondere le due popolazioni. Nella loro cultura è molto forte il rispetto per i capi tribù, carica che è esclusivamente ereditaria, e che ha anche una notevole funzione religiosa. Questa tradizione venne in parte minata con l'avvento del Cristianesimo da parte dei missionari gesuiti, ma è tuttavia sopravvissuta fino ai nostri giorni.
Gran parte della loro alimentazione è di tipo vegetale, ed i Miami erano annoverati tra le tribù dei Grandi Laghi come gli unici capaci di coltivare un tipo di grano di qualità superiore.
Le loro residenze per il periodo estivo, sono sempre situate lungo i fiumi, dove i terreni sono più fertili, e sono di solito case lunghe ricoperte con tetti di giunco, ad esse di solito si affianca una capanna più grande riservata per i consigli e per le cerimonie.
Nella loro cultura è molto stimato il tatuaggio rituale, ammesso sia per gli uomini che per le donne, ed è pesantemente punito l'adulterio, considerato molto grave e punibile con la morte e il taglio del naso. Tradizionalmente le altre tribù li considerano un popolo particolarmente dedito all'igiene, ed all'eccessivo uso di indumenti sfarzosi e rifiniti, soprattutto nel caso dei capi tribù.